# Герои Социалистического Труда Тверской области
Список граждан Тверской области, удостоенных звания Герой Социалистического Труда.

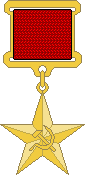
Золотая медаль «Серп и Молот» — вручалась Героям Социалистического Труда

Представлены все лица, в том числе удостоенные звания несколько раз.
| №   | Фамилия, Имя Отчество                    | Годы жизни  | Год награждения  |
| --- | ---------------------------------------- | ----------- | ---------------- |
| 1   | Александров, Александр Петрович (дважды) | 1906—1981   | 1952, 1961       |
| 2   | Александров, Борис Александрович         | 1905—1994   | 1975             |
| 3   | Алексеева, Татьяна Фёдоровна             | 1915—1986   | 1969             |
| 4   | Алексеева, Пелагея Лавёровна             | 1915-1988   | 1966             |
| 5   | Алексеевский, Евгений Евгеньевич         | 1906—1979   | 1976             |
| 6   | Андрианов, Кузьма Андрианович            | 1904—1978   | 1969             |
| 7   | Антонов, Алексей Иванович                | 1924 — 1985 | 1966             |
| 8   | Апышева, Анна Фёдоровна                  | 1903 — ???? | 1949             |
| 9   | Арсеньева, Лидия Павловна                | 1940 — 2020 | 1981             |
| 10  | Артюхина, Александра Васильевна          | 1889—1969   | 1960             |
| 11  | Бабаева, Александра Павловна             | 1914—1993   | 1949             |
| 12  | Байдаков, Василий Арсеньевич             | 1915—1980   | 1966             |
| 13  | Бакеева, Хава Хамидуловна                | 1932—2003   | 1974             |
| 14  | Балабина, Анастасия Ивановна             | 1909 — 1985 | 1966             |
| 15  | Барашков, Александр Васильевич           | 1931—2001   | 1971             |
|     | Белов, Алексей Николаевич                | 1890—1980   | 1966             |
| 16  | Белова, Валентина Егоровна               | 1925 — 2007 | 1960             |
| 17  | Березкин, Вячеслав Павлович              | 1931—2009   | 1966             |
| 18  | Блохин, Юрий Михайлович                  | 1934—1982   | 1975             |
| 19  | Бобров, Сергей Александрович             | 1925—2002   | 1966             |
| 20  | Бочкин, Андрей Ефимович                  | 1906—1979   | 1960             |
| 21  | Варганов, Иван Иванович                  | 1929 — ???? | 1949             |
| 22  | Васильев, Александр Михайлович           | 1891—1952   | 1959             |
| 23  | Васильев, Иван Андреевич                 | 1908 — 1982 | 1959             |
| 24  | Васильева, Нина Васильевна               | 1937 — 2018 | 1981             |
| 25  | Великанова, Августа Сергеевна            | 1923 — 1992 | 1971             |
| 26  | Виноградов, Александр Иванович           | 1924—2001   | 1973             |
| 27  | Виноградов, Василий Петрович (дважды)    | 1895—1985   | 1975, 1985       |
| 28  | Волков, Василий Николаевич               | 1931 — 1998 | 1966             |
| 29  | Гаганова, Валентина Ивановна             | 1932 — 2010 | 1959             |
| 30  | Гаврилова, Александра Арсеньевна         | ???? — ???? | 1949             |
| 31  | Глазов, Евгений Михайлович               | 1915 — 1974 | 1957             |
| 32  | Говоруха, Иван Сельвейстрович            | 1904—1979   | 1956             |
| 33  | Горкин, Александр Фёдорович              | 1897—1988   | 1967             |
| 34  | Горохов, Ефим Степанович                 | 1888 — 1949 | 1943             |
| 35  | Горячев, Фёдор Степанович                | 1905—1996   | 1972             |
| 36  | Гришманов, Иван Александрович            | 1906—1979   | 1976             |
| 37  | Громова, Вера Ивановна                   | 1929 - 2015 | 1966             |
| 38  | Гусев, Иван Степанович                   | 1905 — ???? | 1948             |
| 39  | Гусев, Матвей Степанович                 | 1897 — 1980 | 1948             |
| 40  | Девяткина, Алла Леонидовна               | 1924 — 2018 | 1971             |
| 41  | Денисова, Александра Ивановна            | род. 1934   | 1971             |
| 42  | Дударева, Валентина Трофимовна           | 1930 — 2024 | 1971             |
| 43  | Егорова, Александра Фёдоровна            | 1909 — 1967 | 1948             |
| 44  | Железкина, Антонина Ивановна             | 1908—1960   | 1960             |
| 45  | Жуков, Юрий Александрович                | 1908—1991   | 1978             |
| 46  | Иванов, Алексей Иванович                 | 1922—1999   | 1971             |
| 47  | Иванов, Борис Борисович                  | 1887—1965   | 1962             |
| 48  | Иванов, Иван Иванович                    | 1918—1999   | 1961             |
| 49  | Иванов, Юрий Михайлович                  | 1931 — ???? | 1986             |
| 50  | Иванова, Людмила Афанасьевна             | 1930—2008   | 1966             |
| 51  | Иванова, Мария Васильевна                | 1921—1996   | 1971             |
| 52  | Ильин, Сергей Гаврилович                 | 1923—2007   | 1974             |
| 53  | Калинин, Михаил Иванович                 | 1875—1946   | 1944             |
| 54  | Калинкина, Анна Васильевна               | ???? — ???? | 1949             |
| 55  | Калязина, Екатерина Матвеевна            | 1916—2001   | 1949             |
| 56  | Каргин, Валентин Алексеевич              | 1907—1969   | 1966             |
| 57  | Карлов, Владимир Алексеевич              | 1914—1994   | 1984             |
| 58  | Кашкин, Пётр Тимофеевич                  | 1912—1988   | 1966             |
| 59  | Киреева, Александра Петровна             | 1926—2000   | 1966             |
| 60  | Козлов, Пётр Алексеевич                  | 1903—1977   | 1966             |
| 61  | Комков, Аркадий Иванович                 | 1903—1976   | 1966             |
| 62  | Копченов, Георгий Иванович               | 1915—1967   | 1966             |
| 63  | Королева, Александра Тимофеевна          | 1898—1983   | 1949             |
| 64  | Коченькова, Александра Михайловна        | 1918—2005   | 1971             |
| 65  | Кочетков, Константин Михайлович          | 1913—1978   | 1971             |
| 66  | Круглова, Лидия Ивановна                 | 1929 — 2013 | 1966             |
| 67  | Кузнецов, Василий Григорьевич            | 1917—2004   | 1971             |
| 68  | Кушнер, Михаил Иванович                  | 1906—1986   | 1943             |
| 69  | Лазарев, Сергей Тихонович                | 1926 — 2017 | 1971             |
| 70  | Леонтьев, Юлиан Николаевич               | 1930 - 2011 | 1981             |
| 71  | Лопатинская, Лидия Николаевна            | 1924 — 2015 | 1966             |
| 72  | Маньковский, Иван Васильевич             | 1895 — 1943 | 1943             |
| 73  | Масленников, Иван Алексеевич             | 1918—1983   | 1966             |
| 74  | Матюшова, Екатерина Ивановна             | 1919 — 1997 | 1966             |
| 75  | Миронова, Екатерина Ивановна             | 1919 — 1978 | 1966             |
| 76  | Михайлов, Михаил Михайлович              | 1926—2003   | 1966             |
| 77  | Никитина, Анна Ивановна                  | 1920 — 2003 | 1949             |
| 78  | Никифоров, Александр Сергеевич           | 1926—1991   | 1971             |
| 79  | Нилова, Елизавета Ивановна               | 1897 — 1981 | 1949             |
| 80  | Новиков, Николай Николаевич              | 1930—1999   | 1971             |
| 81  | Новоселова, Александра Васильевна        | 1900—1986   | 1980             |
| 82  | Обручев, Владимир Васильевич             | 1863—1956   | 1945             |
| 83  | Орлов, Василий Иванович                  | 1901—1979   |                  |
| 84  | Парфёнова, Любовь Ивановна               | род. 1933   | 1971             |
| 85  | Пархатов, Иван Алексеевич                | 1914—1989   | 1971             |
| 86  | Пейве, Александр Вольдемарович           | 1909—1985   | 1979             |
| 87  | Пейве, Ян Вольдемарович                  | 1906—1976   | 1969             |
| 88  | Полуэктова, Валентина Фёдоровна          | 1932 — ???? | 1966             |
| 89  | Полевой, Борис Николаевич                | 1908—1981   | 1974             |
| 90  | Поспелов, Пётр Николаевич                | 1898—1979   | 1958             |
| 91  | Родченкова, Анна Сергеевна               | 1933 — 2011 | 1973             |
| 92  | Романов, Василий Максимович              | 1935 — 2000 | 1971             |
| 93  | Русаков, Константин Викторович           | 1909—1993   | 1979             |
| 94  | Савин, Аркадий Васильевич                | 1937 — 2017 | 1986             |
| 95  | Самсонов, Алексей Павлович               | 1905—1968   | 1966             |
| 96  | Сапунова, Евдокия Борисовна              | 1910—1989   | 1974             |
| 97  | Скрипачёва, Александра Яковлевна         | 1892 — 1986 | 1948             |
| 98  | Скрипачёва, Мария Матвеевна              | 1919 — 2002 | 1948             |
| 99  | Смирнов, Павел Павлович                  | 1934—2007   | 1973             |
| 100 | Смирнов, Василий Александрович (дважды)  | 1922 — 1996 | 1960, 1978       |
| 101 | Смирнова, Антонина Ивановна              | 1929 — 2023 | 1978             |
| 102 | Соколов, Борис Сергеевич                 | 1914 — 2013 | 1984             |
| 103 | Тимофеева, Галина Алексеевна             | 1937—2006   | 1976             |
| 104 | Торопыгин, Григорий Иванович             | 1913—1995   | 1966             |
| 105 | Туполев, Андрей Николаевич (трижды)      | 1888—1972   | 1945, 1957, 1972 |
| 106 | Углова, Любовь Николаевна                | 1904 — 1983 | 1948             |
| 107 | Царев, Михаил Иванович                   | 1903—1987   | 1973             |
| 108 | Шарапова, Антонина Михайловна            | 1928 — 2005 | 1974             |
| 109 | Шелепова, Анастасия Михайловна           | 1933 — ???? | 1971             |
| 110 | Шипунов, Илья Михайлович                 | ???? — ???? | 1949             |
| 111 | Чистяков, Анатолий Васильевич            | 1937—1989   | 1976             |
| 112 | Чистяков, Иван Васильевич                | 1932—1982   | 1971             |
| 113 | Чуев, Алексей Васильевич (дважды)        | 1918—1976   | 1963, 1976       |
| 114 | Яковлев, Евгений Алексеевич              | род. 1937   | 1975             |
| 115 | Яковлева, Зинаида Егоровна               | 1926 — 1993 | 1966             |